# Трећа лига Србије у америчком фудбалу
Трећа лига Србије у америчком фудбалу је некадашњи трећи ранг такмичења у Србији. Формирана је 2015. године, а виши ранг такмичења је Друга лига Србије. Након четири године постојања, 2019. године је укинута.

## Систем такмичења
У лиги учествује шест клубова подељених по географској припадности у две групе – Север и Југ. Игра се по двокружном систему свако са сваким, а првопласирани тимови из обе групе квалификоваће се у Другу лигу за наредну сезону. Пошто су Берси Софија инострани клуб и нису чланови СААФ-а, њихови резултати се неће рачунати у коначном скору.

## Учешће клубова по сезонама
|    | Екипа                  | 2015. | 2016. | 2017. | 2018. |
| -- | ---------------------- | ----- | ----- | ----- | ----- |
| 1  | Бедеми Смедерево       |       |       |       |       |
| 2  | Берси Софија           |       |       |       |       |
| 3  | Блек хорнетси Јагодина |       |       |       |       |
| 4  | Вајлд догси Нови Сад   |       |       |       |       |
| 5  | Видре Бечеј            |       |       |       |       |
| 6  | Голден берси Бор       |       |       |       |       |
| 7  | Императори Ниш         |       |       |       |       |
| 8  | Лавови Вршац           |       |       |       |       |
| 9  | Најтси Клек            |       |       |       |       |
| 10 | Пајратси Земун         |       |       |       |       |
| 11 | Пантерси Панчево       |       |       |       |       |
| 12 | Ројал краунси Краљево  |       |       |       |       |
| 13 | Хокси Обреновац        |       |       |       |       |
| 14 | Целтиси Сомбор         |       |       |       |       |
| 15 | Шаркси Шабац           |       |       |       |       |